# تشارلي أندرو
تشارلي أندرو (بالإنجليزية: Charlie Andrew)‏ هو كاتب أغاني وملحن ومنتج أسطوانات بريطاني، ولد في 1980.

## وصلات خارجية
- تشارلي أندرو على موقع ميوزك برينز (الإنجليزية)
- تشارلي أندرو على موقع ديسكوغز (الإنجليزية)